# Ratiwci
Ratiwci (ukr. Ратівці) – wieś na Ukrainie w rejonie użhorodzkim obwodu zakarpackiego.